# ألكون

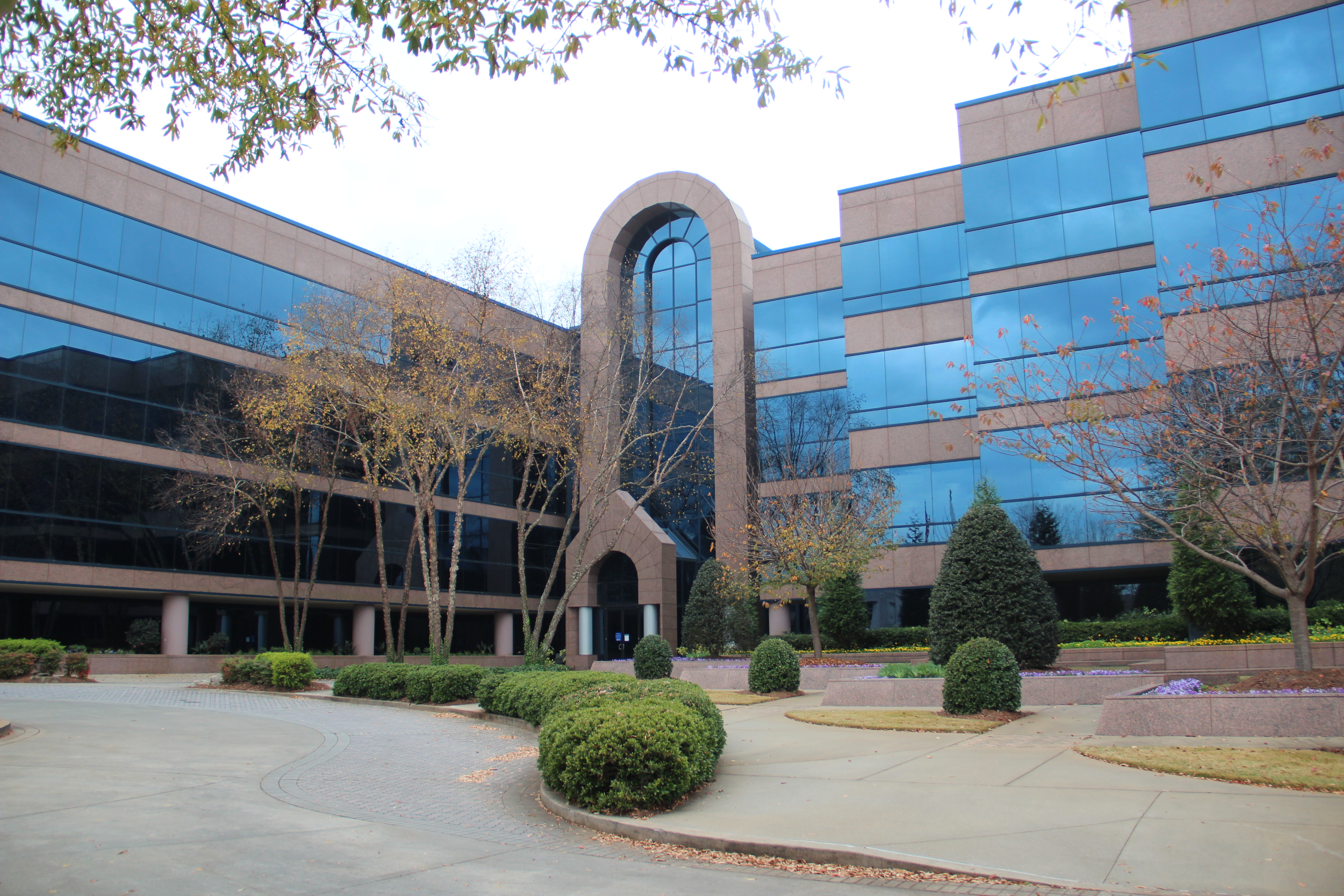
مكاتب ألكون في جونز كريك، جورجيا

ألكون هي شركة سويسرية أمريكية للأجهزة الصيدلانية والطبية متخصصة في منتجات العناية بالعيون . يقع مقرها الرئيسي في جنيف ، سويسرا ، ولها حضور كبير في فورت وورث، تكساس ، الولايات المتحدة ، حيث توظف حوالي 4500 شخص.

كانت ألكون شركة تابعة لشركة نوفارتس حتى أبريل 2019، عندما تم تقسيمها إلى شركة منفصلة للتداول العام. تمتلك شركة ألكون بنفسها عددًا من الشركات التابعة لها ، بما في ذلك شركة ايري للصناعات الدوائية ، التي تركز على علاجات الجلوكوما وأمراض العين الأخرى، وشركة ويف لايت، التي تطور وتصنع تقنيات جراحة العيون بالليزر .